# Dasht (rivière)
Le Dasht est un fleuve pakistanais de 430 km de long qui coule dans la région du Baloutchistan.

## Source de la traduction
- (de) Cet article est partiellement ou en totalité issu de l’article de Wikipédia en allemand intitulé « Dascht » (voir la liste des auteurs).